# Уравнение Бога: В поисках теории всего
Уравнение Бога: В поисках теории всего (англ. The God Equation: The Quest for a Theory of Everything) — научно-популярная книга физика-теоретика Митио Каку. Книга была опубликована 6 апреля 2021 года издательством Doubleday. Книга представляет собой ясный и доступный анализ стремления объединить общую теорию относительности Эйнштейна с квантовой теорией для создания всеобъемлющей «теории всего» о природе Вселенной.
Книга вошла в ТОП шесть недельного списка бестселлеров по версии The New York Times.